# Dayo Okeniyi
Oladayo A. Okeniyi, detto Dayo (Jos, 14 giugno 1988), è un attore nigeriano naturalizzato statunitense, famoso per aver interpretato il ruolo di Thresh nel film del 2012 Hunger Games.

## Biografia
Okeniyi è nato in Nigeria e ha cinque fratelli. Suo padre è un ufficiale della dogana in pensione, mentre sua madre è un'insegnante di letteratura keniota.
Nel 2003 l'attore si è trasferito negli Stati Uniti, prima in Indiana e, successivamente, in California. Nel 2009 si è laureato in Comunicazione Visuale alla Anderson University.
Prima di entrare a far parte del cast di Hunger Games, Okeniyi lavorava in un teatro locale ed ha partecipato ad alcuni corti.

## Filmografia parziale

### Cinema
- Eyes to See, regia di David de Vos – cortometraggio (2010)
- Lions Among Men, regia di Traci Hays – cortometraggio (2011)
- Hunger Games, regia di Gary Ross (2012)
- The Spectacular Now, regia di James Ponsoldt (2013)
- Runner, Runner, regia di Brad Furman (2013)
- Un amore senza fine (Endless Love), regia di Shana Feste (2014)
- Terminator Genisys, regia di Alan Taylor (2015)
- Run Sweetheart Run, regia di Shana Feste (2020)
- Queenpins - Le regine dei coupon (Queenpins), regia di Aron Gaudet e Gita Pullapilly (2021)
- Fresh, regia di Mimi Cave (2022)
- Rise - La vera storia di Antetokounpo (Rise), regia di Akin Omotoso (2022)
- Hypnotic, regia di Robert Rodriguez (2023)

### Televisione
- Revolution – serie TV, 1 episodio (2013)
- Shades of Blue – serie TV, 36 episodi (2016-2018)
- See – serie TV, 6 episodi (2019-2022)
- The Left Right Game – serie TV, 6 episodi (2020)
- Dark Matter – serie TV, 8 episodi (2024)
- Iwájú: City of Tomorrow (Iwájú) – serie animata, 6 episodi (2024) - voce

## Doppiatori italiani
Nelle versioni in italiano delle opere in cui ha recitato, Dayo Okeniyi è stato doppiato da:
- Luigi Morville in Terminator Genisys, Fresh
- Gabriele Sabatini in Un amore senza fine, Run Sweetheart Run
- Emanuele Ruzza in Hypnotic
- Francesco Venditti in Rise - La vera storia di Antetokounpo
- Paolo Vivio in The Spectacular Now
- Gianfranco Miranda in Shades of Blue
- Raffaele Carpentieri in Dark Matter
- Flavio Aquilone in Queenpins - Le regine dei coupon